# Manwath
Manwath é uma cidade  no distrito de Parbhani, no estado indiano de Maharashtra.

## Demografia
Segundo o censo de 2001, Manwath tinha uma população de 29,218 habitantes. Os indivíduos do sexo masculino constituem 51% da população e os do sexo feminino 49%. Manwath tem uma taxa de literacia de 63%, superior à média nacional de 59.5%: a literacia no sexo masculino é de 73% e no sexo feminino é de 53%. Em Manwath, 15% da população está abaixo dos 6 anos de idade.